# 1932年ロサンゼルスオリンピックのチェコスロバキア選手団
1932年ロサンゼルスオリンピックのチェコスロバキア選手団（1932ねんロサンゼルスオリンピックのチェコスロバキアせんしゅだん）は、1932年7月30日から8月14日にかけてアメリカ合衆国のロサンゼルスで開催された1932年ロサンゼルスオリンピックのチェコスロバキア選手団、およびその競技結果。

## 概要
今大会は金メダル1個、銀メダル2個、銀メダル1個の合計4個のメダルを獲得した。

## メダル
| メダル | 選手名                 | 競技 | 種目       |
| ------ | ---------------------- | ---- | ---------- |
| 銅     | フランチシェク・ドウダ | 陸上 | 男子砲丸投 |